# Liste der Biografien/Steid
Liste der Biografien |
Portal Biografien |
Personensuche
# |
A |
B |
C |
D |
E |
F |
G |
H |
I |
J |
K |
L |
M |
N |
O |
P |
Q |
R |
S |
T |
U |
V |
W |
X |
Y |
Z |
?
 
Sa |
Sb |
Sc |
Sd |
Se |
Sf |
Sg |
Sh |
Si |
Sj |
Sk |
Sl |
Sm |
Sn |
So |
Sp |
Sq |
Sr |
Ss |
St |
Su |
Sv |
Sw |
Sy |
Sz
 
Sta |
Ste |
Sth |
Sti |
Stj |
Stl |
Sto |
Str |
Sts |
Stt |
Stu |
Stv |
Stw |
Sty
 
Stea |
Steb |
Stec |
Sted |
Stee |
Stef |
Steg |
Steh |
Stei |
Stej |
Stek |
Stel |
Stem |
Sten |
Steo |
Step |
Ster |
Stes |
Stet |
Steu |
Stev |
Stew |
Stey |
Stez
 
Steib |
Steic |
Steid |
Steie |
Steif |
Steig |
Steij |
Steik |
Steil |
Steim |
Stein |
Steio |
Steir |
Steis |
Steit |
Steiw |
Steix
Die Liste der Biografien führt alle Personen auf, die in der deutschsprachigen Wikipedia einen Artikel haben. Dieses ist eine Teilliste mit 36 Einträgen von Personen, deren Namen mit den Buchstaben „Steid“ beginnt.

## Steid

### Steide
- Steidel, Charles C. (* 1962), US-amerikanischer Astronom
- Steidel, Max (1891–1957), deutscher Komponist und Musikwissenschaftler
- Steidele, Angela (* 1968), deutsche Autorin
- Steidele, Gerhard (* 1943), deutscher Judoka

### Steidi
- Steidinger, Anja (* 1972), deutsche Künstlerin, Medienpädagogin und Hochschullehrerin

### Steidl
- Steidl, Albert (1927–2017), österreichischer Politiker (ÖVP), Abgeordneter zum Nationalrat
- Steidl, Bernd (* 1967), deutscher Provinzialrömischer Archäologe
- Steidl, Dorian (* 1972), österreichischer Moderator
- Steidl, Fritz (1868–1927), deutscher Sänger und Theaterdirektor
- Steidl, Gerhard (* 1950), deutscher Verleger, Eigentümer und Geschäftsführer des Steidl-VerlagsGerhard Steidl (* 1950)

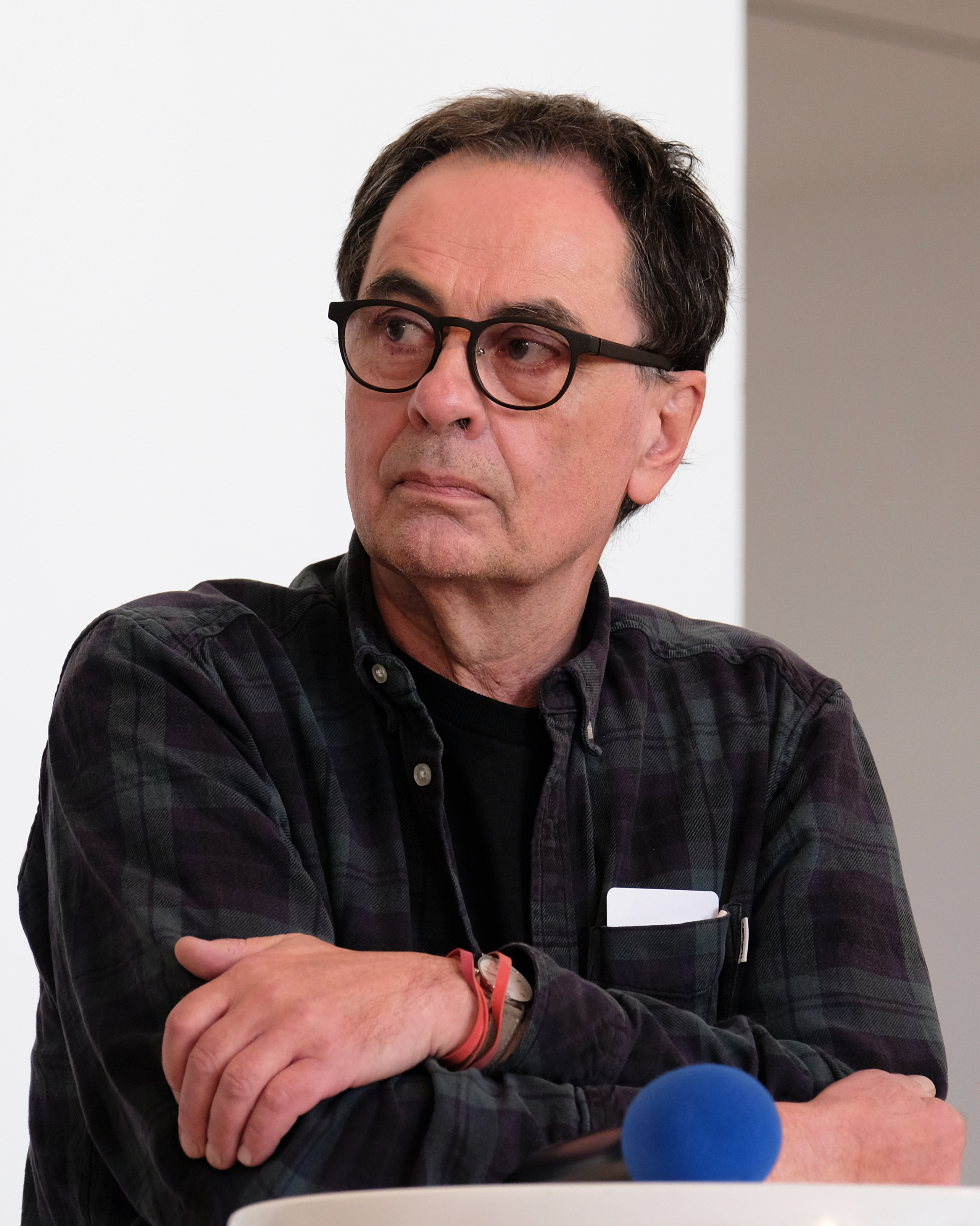
Gerhard Steidl (* 1950)

- Steidl, Josef (1919–1986), deutscher Politiker (SED)
- Steidl, Karl (1896–1967), österreichischer Politiker (SPÖ), Landtagsabgeordneter, Mitglied des Bundesrates
- Steidl, Melchior (1657–1727), Tiroler Maler und Freskant
- Steidl, Norbert (* 1959), österreichischer Journalist
- Steidl, Pavel (* 1961), tschechischer Konzertgitarrist
- Steidl, Robert (1865–1927), deutscher Filmkomiker, Humorist, Parodist und Autor
- Steidl, Roland (* 1956), österreichischer Philosoph
- Steidl, Sándor (* 1959), ungarischer Fußballspieler
- Steidl, Ulrich (* 1972), deutscher Langstreckenläufer
- Steidl, Walter (* 1957), österreichischer Politiker (SPÖ), Landtagsabgeordneter in Salzburg
- Steidle, Basilius (1903–1982), deutscher Benediktiner, Hochschullehrer und Patrologe
- Steidle, Brian, US-amerikanischer Menschenrechtsaktivist und Journalist
- Steidle, Hermann (1878–1962), deutscher Jurist
- Steidle, Hermann (* 1929), deutscher Maler und Grafiker
- Steidle, Johann Georg (1828–1903), Jurist und Erster Bürgermeister der Stadt Würzburg (1884–1899)
- Steidle, Josef (1908–1938), deutscher KPD-Funktionär und Opfer der NS-Justiz
- Steidle, Luitpold (1898–1984), deutscher Offizier, Politiker (CDU), MdV und OberbürgermeisterLuitpold Steidle (1898–1984)

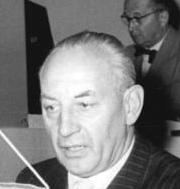
Luitpold Steidle (1898–1984)

- Steidle, Oliver (* 1975), deutscher Jazz-Schlagzeuger
- Steidle, Otto (1943–2004), deutscher Architekt
- Steidle, Richard (1881–1940), österreichischer Heimwehrführer und Politiker (CS), Landtagsabgeordneter, Mitglied des Bundesrates
- Steidle, Richard (1881–1958), deutscher Architekt
- Steidle, Susanne (* 1964), deutsche Schauspielerin
- Steidle, Wolf (1910–2003), deutscher Klassischer Philologe
- Steidle, Wolfgang (1903–1977), deutscher Elektroingenieur
- Steidler, Martin (* 1966), deutscher Musiker und Chorleiter

### Steidt
- Steidtmann, Erich (1914–2010), deutscher Polizeioffizier